# Petite messe solennelle
La Petite messe solennelle (Piccola messa solenne) è una composizione sacra di Gioachino Rossini. 

Fu scritta nel 1863.

## Organico
Prevede il seguente organico:
- Soli (soprano, contralto, tenore, basso)
- Coro (soprani, contralti, tenori, bassi)
- Due pianoforti
- armonium

Nella partitura originale di Rossini è prescritto che i solisti debbano cantare anche con il coro. 

Per il secondo pianoforte Rossini non ha scritto una parte indipendente, bensì di raddoppio o rinforzo del primo.

## Struttura musicale
- Estratto musicale del KyrieParte iniziale del Gloria1. Kyrie - coro
- 2. Gloria

Estratto musicale del Kyrie

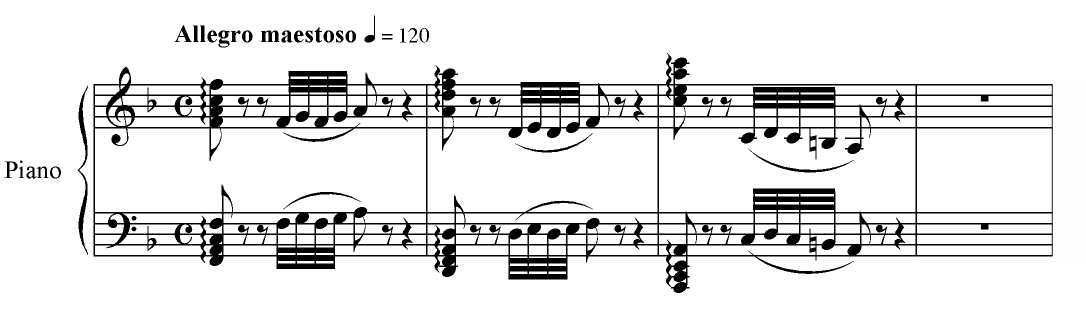
Parte iniziale del Gloria

  - Gloria in excelsis Deo - soli, coro
  - Gratias agimus tibi - soli (contralto, tenore, basso)
  - Domine Deus - tenore solo
  - Qui Tollis - soli (soprano, contralto)
  - Quoniam - basso solo
  - Cum Sancto Spiritu - coro
- 3.Credo
  - Credo - soli, coro
  - Crucifixus - soprano solo
  - Et resurrexit - soli, coro
- 4. Offertorium (Prélude religieux) - pianoforte solo (organo, nella II versione)
- 5. Sanctus - soli, coro
- 6. O salutaris hostia - soprano solo
- 7. Agnus Dei - contralto solo, coro

## Storia
Il lavoro di revisione della versione originale della Petite messe solennelle da parte del musicologo statunitense Philip Gossett è stato piuttosto laborioso e, per molti versi, fortuito. 

Come lo stesso Gossett ha raccontato in un'intervista, Rossini, per disposizione del committente, fece eseguire l'opera nella cappella privata del conte Pillet-Wills. Al termine della rappresentazione, il compositore diede al conte una copia del manoscritto per coro, solisti, due pianoforte ed armonium.
In anni recenti, il ricercatore statunitense ha avuto non poche difficoltà nel rintracciare a Parigi gli eredi Pillet-Wills. Solo fortuitamente, nel corso di una colazione di lavoro alla Chicago University è entrato in contatto con persone che conoscevano personalmente esponenti della famiglia parigina i quali, occasionalmente, avrebbero dovuto recarsi negli Stati Uniti di lì a poco tempo. Fu così possibile per Gossett conoscere gli eredi Pillet-Wills e rendere loro visita nel maniero di famiglia a nord di Parigi, onde recuperare una copia del prezioso manoscritto.
La versione originale della Petite messe è stata presentata per la prima volta in tempi moderni al Rossini Opera Festival di Pesaro nel 1997 e l'esecuzione ha avuto come giusta dedica la memoria del conte Jacques Pillet-Wills, morto un anno prima.
Rossini abbandonò la composizione di opere liriche dopo il successo ottenuto con la sua ultima composizione per il teatro, il Guglielmo Tell (1829). Da allora, quando aveva trentasette anni, si dedicò ugualmente alla composizione dedicandosi però alla musica da camera e sacra senza pubblicare alcun lavoro eppur lasciando capolavori specialmente in àmbito sacro.
Di questi, due sono considerati tra i migliori capolavori della musica del XIX secolo: lo Stabat Mater, composto tra il 1831 e il 1841, e la Petite messe solennelle, composta nel 1863, cinque anni prima della sua morte ed "ultimo dei miei Peccati di vecchiaia", come il compositore amava definire i suoi lavori di età senile.
Capolavoro nuovo, quasi azzardato per anni in cui imperava il romanticismo, con la sua melodia, che solo in seguito sarà valutata come capolavoro rossiniano: esso anticipa i tempi della musica moderna dando nuovi indirizzi estetici e forme avveniristiche che si svilupperanno ben oltre la metà dell'Ottocento per giungere agli inizi del Novecento.
La Petite messe solennelle fu scritta per dodici cantanti, di cui quattro solisti, due pianoforti e un armonium. Rossini la volle anche orchestrare, nel 1867, sia perché spinto da più parti ma, soprattutto, ritenendo che se l'orchestrazione fosse stata fatta da qualcun altro musicista dopo la sua morte, l'opera non avrebbe avuto quella caratteristica per cui la scrisse.
Al riguardo, sulla partitura tenne a precisare:
(Gioachino Rossini, Passy, 1863)
Dopo che il lavoro fu terminato, scriveva nel manoscritto in calce all'Agnus Dei:
(Gioachino Rossini, Passy, 1863)
Ecco dunque che la Petite messe può essere considerata il testamento spirituale di Rossini, forse già presago della sua prossima morte.
La messa fu eseguita per la prima volta privatamente il 14 marzo 1864 con Carlotta Marchisio e Barbara Marchisio, a Saint-Georges (Parigi) presso la cappella di famiglia della contessa Louise Pillet-Will, moglie del banchiere Pillet-Will e dedicataria della composizione. All'evento, che fu dato in forma privata, furono invitati anche alcuni critici musicali e musicisti, come Giacomo Meyerbeer, Daniel Auber e Ambroise Thomas. Rossini stesso seguì i preparativi per l'esecuzione. Il coro era formato da studenti del Conservatorio, scelti tra i migliori; al pianoforte suonarono Georges Mathias e Andrea Peruzzi, mentre Albert Lavignac, allora solo diciottenne, suonava l'armonium. Le parti dei soli furono cantate dalle sorelle Marchisio, Carlotta (soprano) e Barbara (contralto), Italo Gardoni (tenore) e Luigi Agnesi (basso). La messa ottenne grande successo e fu replicata altre volte.
L'opera si compone di quattordici pezzi ricchi di inventiva armonica e melodica e si inserisce fra le composizioni di spiccata originalità, fornite di un'alternanza tra musica da chiesa e musica profana: il Kyrie per soli, coro, pianoforti e armonium; il Gloria per soprano solo e coro, pianoforti e armonium; il Gratias agimus, un terzetto per mezzosoprano, tenore e basso; il Domine Deus, pagina affidata al tenore e preceduta da una introduzione pianistica; il Qui tollis, duetto tra soprano e contralto introdotto anch'esso dal pianoforte; il Cum Sancto Spiritu per soli e coro che conclude la prima parte dell'opera.
Il Credo rappresenta l'inizio della seconda parte della messa ed è per coro. Segue subito dopo il Crucifixus introdotto dal pianoforte, in cui si innesta la voce del soprano; l'Et resurrexit per soli e coro; il Preludio religioso per pianoforte solo, il brano strumentale più lungo dell'opera, che dura circa otto minuti; il Sanctus, un coro "a cappella"; l'O salutaris Ostia, penultimo brano per soprano solo e pianoforte; infine l'Agnus Dei che chiude la sequenza dei brani della messa, pieno di intensa melodia che presagisce una visione di pace duratura intonata dal contralto, a cui fa eco il coro a voci sole e quindi le voci corali che unitamente al contralto solista ed agli strumenti concludono il capolavoro rossiniano.
Il 24 febbraio 1869 avviene la prima pubblica nel Théâtre-Italien di Parigi nella seconda versione con Marietta Alboni. A metà maggio avvenne la prima esecuzione in Inghilterra, con il baritono Charles Santley, il soprano drammatico Thérèse Tietjens, il tenore Pietro Mongini e il mezzosoprano Sofia Scalchi e nello stesso anno al Teatro Comunale di Bologna come Messa solenne diretta da Emanuele Muzio e nel 1878 al Teatro Regio di Parma.
Nel 1942 avviene la prima nella Basilica di Santa Croce di Firenze diretta da Vittorio Gui con Maria Caniglia, Ebe Stignani e Tancredi Pasero, nel 1965 a Bologna diretta da Leone Magiera, nel 1968 al Palazzo Ducale (Venezia) diretta da Ettore Gracis con Luisa Maragliano e Raffaele Arié, nel 1972 nella Reggia di Versailles con Mario Rossi (direttore d'orchestra) ed Aldo Ciccolini, nel 1979 a Parma diretta da Romano Gandolfi con Antonio Savastano, nel 1983 alla Piccola Scala di Milano diretta da Gandolfi con Giorgio Surjan e nel 1992 nel Teatro Rossini (Pesaro) e nella Chiesa di Santa Croce in Gerusalemme di Roma.

## Discografia
| Solisti | Orchestra / Strumentisti                                                               | Coro                                                              | Direttore            | Anno | Etichetta       |
| --- | -------------------------------------------------------------------------------------- | ----------------------------------------------------------------- | -------------------- | ---- | --------------- |
| Renata Scotto (soprano), Fiorenza Cossotto (mezzosoprano), Alfredo Kraus (tenore), Ivo Vinco (basso)                         | Franco Verganti e Gianluigi Franz (pianoforti), Luigi Benedetti (armonium)             | Coro Polifonico di Milano                                         | Giulio Bertola       | 1960 | Ricordi Record  |
| Mirella Freni (soprano), Lucia Valentini Terrani (mezzosoprano), Luciano Pavarotti (tenore), Ruggero Raimondi (basso)        | Leone Magiera (pianoforte), Vittorio Rosetta (armonium)                                | Coro Polifonico del Teatro alla Scala                             | Romano Gandolfi      | 1971 | Decca           |
| Daniela Dessì (soprano), Gloria Scalchi (mezzosoprano), Giuseppe Sabbatini (tenore), Michele Pertusi (basso)                 | Orchestra del Teatro Comunale di Bologna                                               | Coro del Teatro Comunale di Bologna                               | Riccardo Chailly     | 1995 | Decca           |
| Letizia Calandra Brumat (soprano), Chiarastella Onorati (contralto), Giuliano Di Filippo (tenore), Lorenzo Battagion (basso) | Michelangelo Carbonara/Enrico Maria Polimanti (pianoforti), Alberto Pavoni (harmonium) | Coro da camera Goffredo Petrassi (maestro del coro Stefano Cucci) | Flavio Emilio Scogna | 2007 | Tactus TC791803 |
| Maria Radoeva (soprano), Milena Storti (mezzosoprano), Jun Ho You (tenore), Frank van Hove (basso)                           | Davide Cabassi, Tatiana Larionova (pianoforti), Dora Bizjak (armonium)                 | Saint Ephraim Male Choir & Schola Cantorum Budapestiensis         | Tito Ceccherini      | 2012 | Stradivarius    |
| Eleonora Buratto (soprano), Sara Mingardo (mezzosoprano), Kenneth Tarver (tenore) and Luca Pisaroni (basso)                  | Orchestre Philharmonique du Luxembourg, Tobias Berndt (organist)                       | Wiener Singakademie                                               | Gustavo Gimeno       | 2019 | Pentatone       |